# شهرستان ولیکومیخیلیوسکی
شهرستان ولیکومیخیلیوسکی (به لاتین: Velyka Mykhailivka Raion) یک سکونتگاه مسکونی در اوکراین است که در استان اودسا واقع شده‌است.